# 能登里山海道
能登里山海道（日语：／ Noto Satoyama kaidō */?），前稱能登收費道路，是石川縣金澤市至同縣鳳珠郡穴水町的自動車專用道路，由石川縣道60號金澤田鶴濱線、国道470号、石川縣道1號七尾輪島線等構成，目前由石川縣道路公社管理，曾屬一般收費道路，但目前已為免費道路，並更名為「故鄉紀行『能登里山海道』」（ふるさと紀行「のと里山海道」）。